# Albert Bayona Fernández
Albert Bayona Fernández (Lérida, 1954) es un artista visual, promotor cultural y profesor español.

## Biografía
Formado como dibujante proyectista, asistió a las clases de Leandre Cristòfol Peralba y Víctor Pérez Pallarés en la Escuela del Círculo de Bellas Artes. En 1985 se instala definitivamente en Lérida donde, desde 1986, se dedica a la docencia en la Escuela Municipal de Bellas Artes (actual Escuela de Arte Municipal Leandre Cristòfol) de la que sería director entre los años 1995 y 2000.
Recibió el segundo premio en el "XXIV Premi Internacional de Dibuix Joan Miró" (1985) y el Premio Vasudha en 2008.
Sus trabajos en el mundo de la creación artística incorporan diferentes disciplinas: pintura, dibujo, fotografía, vídeo, tecnologías digitales y música.
Entre los años 1986 y 2000 participa en la organización de las diferentes ediciones de las Becas Entrega que otorga la Concejalía de Cultura del Ayuntamiento de Lérida a los nuevos creadores; dirige la programación artística de la Galería Periferiart y de las salas de exposición municipales del Roser y Sant Joan, coordina los Talleres de Montesquiu en la Lérida, y lleva a cabo funciones de codirector de la Muestra de Cine de Animación de Lérida Animac. 
Ha mostrado su obra, individual o colectivamente, en Lérida, Barcelona, Taipéi, Foix, Madrid, Frankfurt, Mollet del Vallès, Vich, Clermont-Ferrand, Nueva York, Split, Goa, París, Berlín y Huesca entre otros.

## Galardones
En 1985 obtiene el segundo premio en el "XXIV Premio Internacional de Dibujo Joan Miró" (Fundación Joan Miró) con la obra Variaciones sobre una estética racional, actualmente en las colecciones del Museo de Arte Jaime Morera de Lérida (MAMLL 1165), que expone en el año 1986 en el Museo de Bellas Artes de Taipéi.
En 2008 su obra "Monday to Friday" gana el Premio Vasudha al mejor corto sobre Medio Ambiente en el International Film Festival of India-Goa.
- Datos: Q11904757